# Kuźnia w lesie
Kuźnia w lesie (ang. The Forge in the Forest) to dzieło Michaela Scotta Rohana utrzymane w tematyce fantasy, wydane po raz pierwszy w 1987 roku. Jest to druga część sagi Zima świata, opowiadającej o życiu i bohaterskich czynach młodego Alva-Elofa, nawiązującej do mitologii staroskandynawskiej. Data pierwszego polskiego wydania  to rok 1995 nakładem Wydawnictwa Amber.